# Provincia Eva Perón
Provincia Eva Perón fue el nombre oficial de la actual provincia de La Pampa, consignado en su primera constitución provincial de 1952. Tras el golpe de Estado de septiembre de 1955, le fue dado el nombre «La Pampa».

## Historia

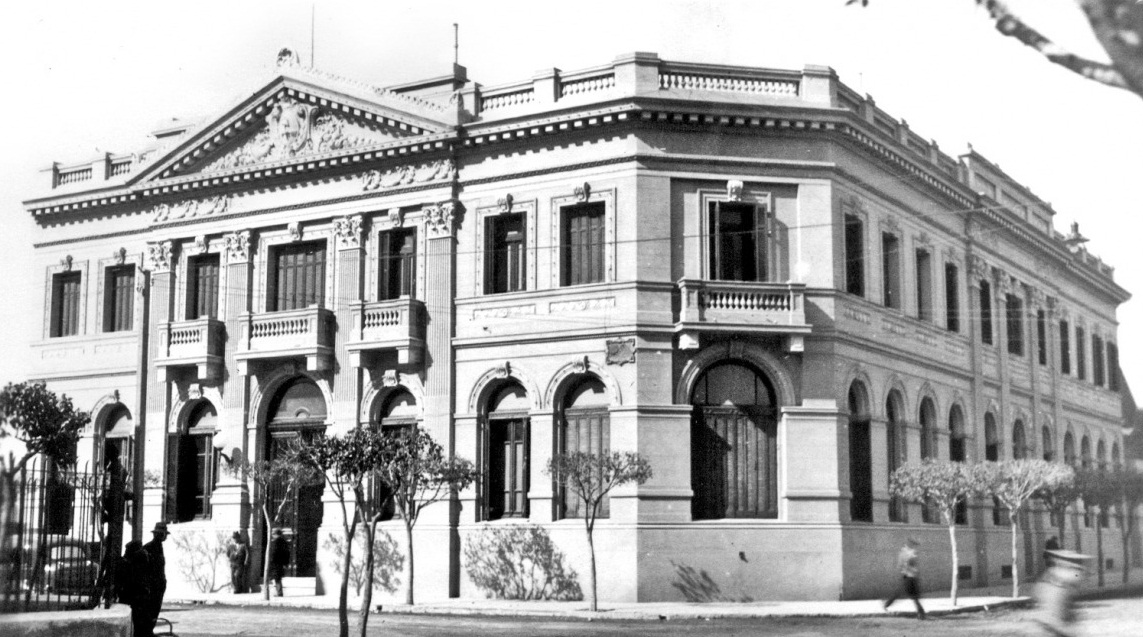
Casa de Gobierno de La Pampa 1916-1963.

El 8 de agosto de 1951 se promulgó la Ley 14037, que convirtió a los entonces territorios nacionales de Chaco y La Pampa en provincias. Siguiendo los términos de la ley, el Poder Ejecutivo decretó la elección de una convención constituyente para La Pampa, que el 29 de enero de 1952 sancionó una constitución donde se refería a la nueva jurisdicción como «Provincia Eva Perón».
En septiembre de 1955, el dictador Eduardo Lonardi, antes de asumir el cargo de presidente provisional, dispuso anular el nombre elegido por la convención constituyente para la provincia, y estableció que se la debía designar con el nombre de La Pampa.
El 27 de abril de 1956 el dictador Pedro Eugenio Aramburu dictó una proclama anulando la Constitución Nacional de 1949 y las constituciones provinciales de Eva Perón, Chaco (nombrado en su propia constitución «Provincia Presidente Perón») y Misiones. De este modo la provincia de La Pampa quedó sin constitución. En 1957 la dictadura convocó a elegir una asamblea constituyente provincial, pero con la prohibición legal de que el partido peronista se presentara en las elecciones; debido al retiro de los convencionales de la Unión Cívica Radical Intransigente, la asamblea quedó sin quorum y no pudo sesionar.
En diciembre de 1959 el presidente Arturo Frondizi convocó a elecciones para elegir una asamblea constituyente provincial, prohibiendo la presentación en las elecciones del Partido Justicialista. El resultado fue la sanción de la Constitución pampeana de 1960, cuya legitimidad estuvo en discusión, debido a que no fue sancionada democráticamente.